# Пургатс, Карола
Каро́ла Пургатс (эст. Karola Purgats; 6 апреля 2006, Йыхви, Эстония) — эстонская футболистка, защитник клуба «Флора» из Таллина и сборной Эстонии. Может играть на позиции атакующего полузащитника.
Четырехкратная чемпионка Эстонии, двухкратный обладатель Кубка и трехкратный Суперкубка Эстонии, чемпионка женской Балтийской лиги.

## Карьера

### Клубная
Родилась и живет в Йыхви, хотя везде пишется место рождения Кохтла-Ярве, так как роддом находится в этом городе. С детства играла за йыхвиский футбольный клуб «Локомотив» впоследствии переименованный в «Феникс», первым тренером был Игорь Шашков. 9 мая 2021 года дебютировала в женской Первой лиге Эстонии за «Феникс», а 30 мая забила свой первый гол за йыхвискую команду. В августе стало известно, что Карола Пургатс отдана в аренду таллинскому клубу «Флора», а 4 сентября в возрасте 15 лет состоялся её дебют в высшей лиге страны против команды «Лотос» из Пыльва, на поле она провела всю игру. Первый гол в высшей лиге Карола забила в игре против таллинского клуба «Аякс Ласнамяэ». По итогам сезона с «Флорой» завоевала золотую медаль. В 2022 году полностью перешла в таллинский клуб «Флора», но из-за травмы не играла в клубе и сборной Эстонии. 25 февраля 2023 года сыграла первую игру за «Флору» в Балтийском турнире. 26 марта вместе с командой выиграла Суперкубок Эстонии. Свой первый покер в карьере оформила 6 мая в игре против объединенной команды Вапрус и Тулевик. По итогу сезона стала чемпионкой Эстонии и финалисткой Балтийской лиги.
В начале сезона 2024 года стала обладателем Суперкубка Эстонии, а 25 мая выиграла Кубок Эстонии. 17 августа стала победителем женской Балтийской лиги. В этом же сезоне стала чемпионкой страны, тем самым завоевав все трофеи в 2024 году.
В 2025 году получила спортивную стипендию от Министерства культуры Эстонии. В этом же году стала обладателем Суперкубка и Кубка Эстонии.

### В сборной

#### Молодёжные сборные
C 2018 по 2019 год провела 5 игр за сборную Эстонии U15 и в 2019 году выиграла балтийский турнир. В 2021 году была вызвана в состав сборной Эстонии U17, 27 сентября забила первый гол за сборную U17 в игре против сборной Молдовы. Из-за травмы пропустила игры сборной в 2022 году. В январе 2023 года вместе с командой готовилась к финальным играм чемпионата Европы среди девушек U17. 8 февраля вышла в основе в товарищеской игре против сборной Испании U17. 30 июня в игре против сборной Литвы забила дебютный гол за сборную Эстонии U19. В 2024 году стала победителем Балтийского турнира в составе сборной Эстонии U19.

#### Сборная
1 февраля 2025 года была вызвана на тренировки сборной Эстонии. В середине февраля со сборной отправилась на сборы в Турцию. 20 февраля дебютировала в составе сборной Эстонии, выйдя с первых минут в товарищеской игре против Пуэрто Рики.

## Достижения

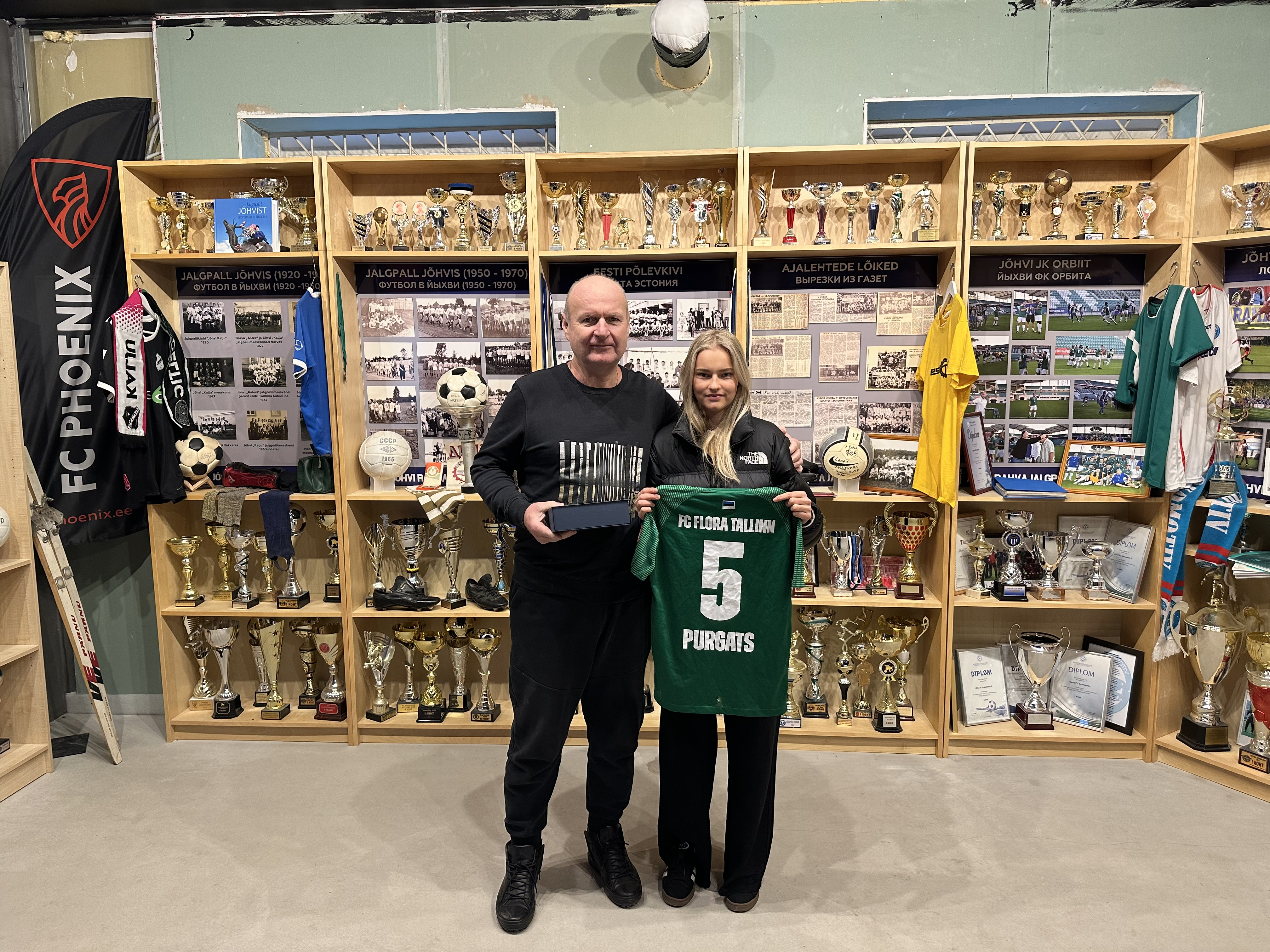
Карола Пургатс в музее футбола Йыхви

### Флора
- Чемпион Эстонии (4): 2021[37][38], 2022, 2023[39], 2024
- Обладатель Кубка Эстонии (2): 2023/24, 2024/25
- Обладатель Суперкубка Эстонии (3): 2023[40], 2024, 2025
- Победитель женской Балтийской лиги (1): 2024
- Серебряная медаль женской Балтийской лиги (1): 2023

### Сборная Эстонии U19
- Победитель женского Балтийского турнира (1): 2024

### Личные
- Благодарность волости Йыхви (2024)[41][42]